# Bosque de Aragón (estación)
Bosque de Aragón es una de las estaciones que forman parte del Metro de la Ciudad de México, perteneciente a la Línea B. Se ubica en el oriente de la Ciudad de México, en la alcaldía Gustavo A. Madero.

## Información general
El nombre de la estación hace referencia al Bosque de San Juan de Aragón, ubicando una entrada de este en la salida poniente de la estación. Su símbolo son tres árboles, haciendo referencia al bosque que le da su nombre.

## Afluencia
En 2014, Bosque de Aragón fue la séptima estación con menor afluencia en la red, registrando un uso de 12 673 pasajeros en promedio en día laborable. El número total de usuarios, en esta estación, para el 2014 fue de 1 965 196 usuarios, el número de usuarios promedio para el mismo año fue el siguiente:
| Tipo de día   | Afluencia promedio |
| ------------- | ------------------ |
| Día festivo   | 6.403              |
| Día laboral   | 4.911              |
| Fin de semana | 6.442              |
| Anual         | 5.384              |

Y así se ha visto la afluencia de la estación en los últimos 10 años:
| Afluencia Anual de Pasajeros | Afluencia Anual de Pasajeros | Afluencia Anual de Pasajeros | Afluencia Anual de Pasajeros | Afluencia Anual de Pasajeros | Afluencia Anual de Pasajeros |
| ---------------------------- | ---------------------------- | ---------------------------- | ---------------------------- | ---------------------------- | ---------------------------- |
| Año                          | Afluencia                    | A Diario                     | Puesto                       | Aumento%                     | Ref.                         |
| 2023                         | 1,794,969                    | 4,917                        | 163°/195                     | +13.80%                      | [ 4 ]                        |
| 2022                         | 1,577,284                    | 4,321                        | 165°/195                     | +47.50%                      | [ 5 ]                        |
| 2021                         | 1,069,381                    | 2,929                        | 172°/195                     | -6.40%                       | [ 4 ]                        |
| 2020                         | 1,142,478                    | 3,121                        | 184°/195                     | -47.92%                      | [ 6 ]                        |
| 2019                         | 2,193,804                    | 6,010                        | 181°/195                     | -1.84%                       | [ 7 ]                        |
| 2018                         | 2,234,978                    | 6,123                        | 180°/195                     | -5.01%                       | [ 8 ]                        |
| 2017                         | 2,352,976                    | 6,446                        | 176°/195                     | -5.73%                       | [ 9 ]                        |
| 2016                         | 2,496,091                    | 6,819                        | 170°/195                     | +3.30%                       | [ 10 ]                       |
| 2015                         | 2,416,316                    | 6,620                        | 169°/195                     | -0.96%                       | [ 11 ]                       |
| 2014                         | 2,439,730                    | 6,684                        | 169°/195                     | -4.75%                       | [ 12 ]                       |

## Salidas de la estación
- Oriente: Avenida 608 esquina Avenida 613, Colonia Unidad San Juan de Aragón.
- Poniente: Avenida 608 junto al Acceso 8 del Bosque de San Juan de Aragón, Colonia Unidad San Juan de Aragón.

## Lugares de interés
- Bosque de Aragón